# Deutsch-Verzeichnis

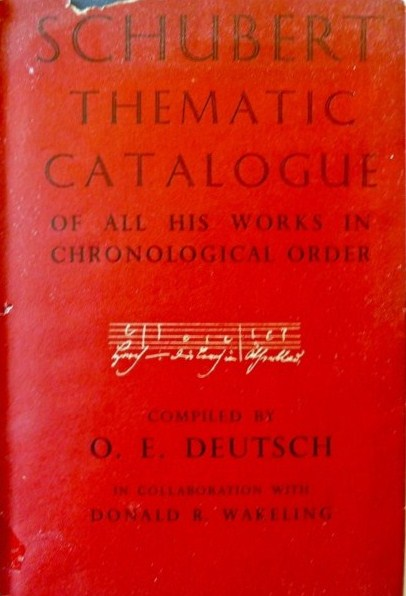
Deutsch-Verzeichnis 1951

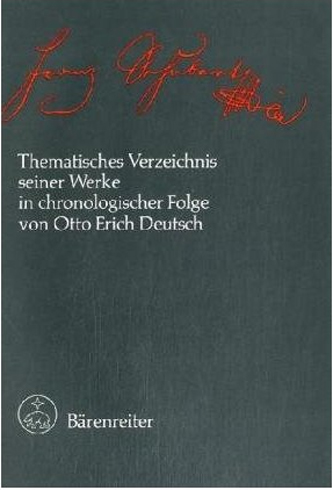
Deutsch-Verzeichnis 1978

Das Deutsch-Verzeichnis ist ein thematisches Verzeichnis der Werke des Komponisten Franz Schubert in chronologischer Folge, das von dem Musikwissenschaftler Otto Erich Deutsch (1883–1967) erstellt wurde.
Jedem Werk Schuberts ist im Deutsch-Verzeichnis eine D-Nummer zugeordnet (englisch D number oder Deutsch number). Bei der Bezeichnung von Schubert-Werken wird die D-Nummer häufig mit angegeben, zum Beispiel:
- der Liederzyklus Die schöne Müllerin, D 795
- Große Sinfonie in C-Dur, D 944

Da nur ein Bruchteil der Werke Franz Schuberts zu dessen Lebzeiten mit Opuszahlen veröffentlicht wurde, ist die Angabe dieser Opuszahlen nicht mehr üblich, stattdessen hat sich die Verwendung der D-Nummern allgemein durchgesetzt.
Das Deutsch-Verzeichnis erschien erstmals 1951 in englischer Sprache. Eine zweite, aktualisierte Auflage erschien 1978 in deutscher Sprache im Rahmen der Neuen Schubert-Ausgabe im Bärenreiter-Verlag. Das Deutsch-Verzeichnis ist mit Notenincipits aller Werke und Sätze sowie allen verfügbaren Daten zu Entstehung, Quellen, Ausgaben und Literatur ausgestattet.

## Ausgaben
- Otto E. Deutsch: Schubert. Thematic Catalogue of all his works in chronological order. In collaboration with Donald R. Wakeling. Dent, London 1951.
- Otto E. Deutsch: Franz Schubert. Thematisches Verzeichnis seiner Werke in chronologischer Folge. Hrsg.: Werner Aderhold, Walther Dürr, Arnold Feil, Christa Landon. Bärenreiter, Kassel 1978, ISBN 3-7618-0571-3. (Digitalisat)
- Otto Erich Deutsch: Franz Schubert. Verzeichnis seiner Werke in chronologischer Folge (Der Kleine Deutsch). Kleine Ausgabe aufgrund der Neuausgabe in deutscher Sprache bearbeitet von Werner Aderhold, Walther Dürr, Arnold Feil. Bärenreiter, Kassel/dtv, München 1983, ISBN 3-7618-3261-3/ISBN 3-423-03261-8.